# Piaseczno (gmina w guberni warszawskiej)
Piaseczno – dawna gmina wiejska istniejąca w latach 1870–1916 w Warszawskiem. Siedzibą władz gminy była osada miejska Piaseczno.

## Historia
Gmina Piaseczno powstała za Królestwa Polskiego – 19 maja?/31 maja 1870 w powiecie warszawskim w guberni warszawskiej w związku z utratą praw miejskich przez miasto Piaseczno i przekształceniu jego w wiejską gminę Piaseczno w granicach dotychczasowego miasta.
Jako gmina wiejska jednostka przestała funkcjonować 10 grudnia 1916 w związku z przywróceniem Piasecznu praw miejskich i przekształceniem jednostki w gminę miejską.